# Claviceps viridis
Claviceps viridis är en svampart som beskrevs av Padwick & Azmatullah 1943. Claviceps viridis ingår i släktet Claviceps och familjen Clavicipitaceae.   Inga underarter finns listade i Catalogue of Life.